# Bulgariska viner

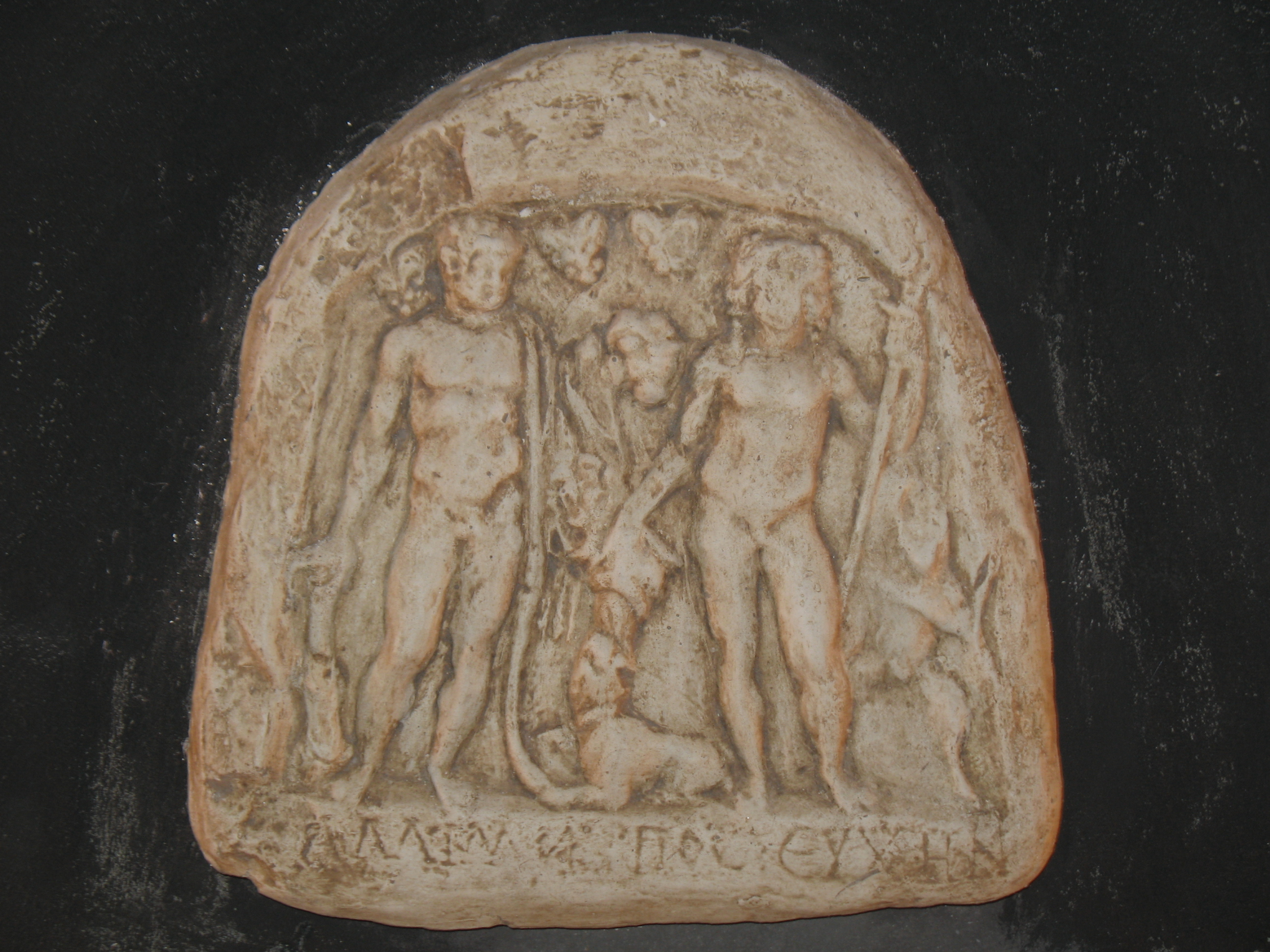
Antik romersk relief företällande vinguden Dionysos. Från Ruse vid Donau, Bulgarien. Dionysos kom från Thrakien enligt uppfattningen för 2000 år sedan, möjligen med ursprung i Sabazios-kulten. Han utvecklas senare till Bacchus.

Bulgariska viner (Bulgariska: българско вино bŭlgarsko vino) är viner producerade i Bulgarien. Vin gjort på vindruvor har en mycket lång historia i landet och kan spåras tillbaka till thrakerna. Ett bulgariskt ord för vin är "Zela" och det är ett av mycket få ord som överlevt från det thrakiska språket. Tillsammans med öl och rakia är vin bland de vanligaste alkoholhaltiga dryckerna i Bulgarien.

## Historia

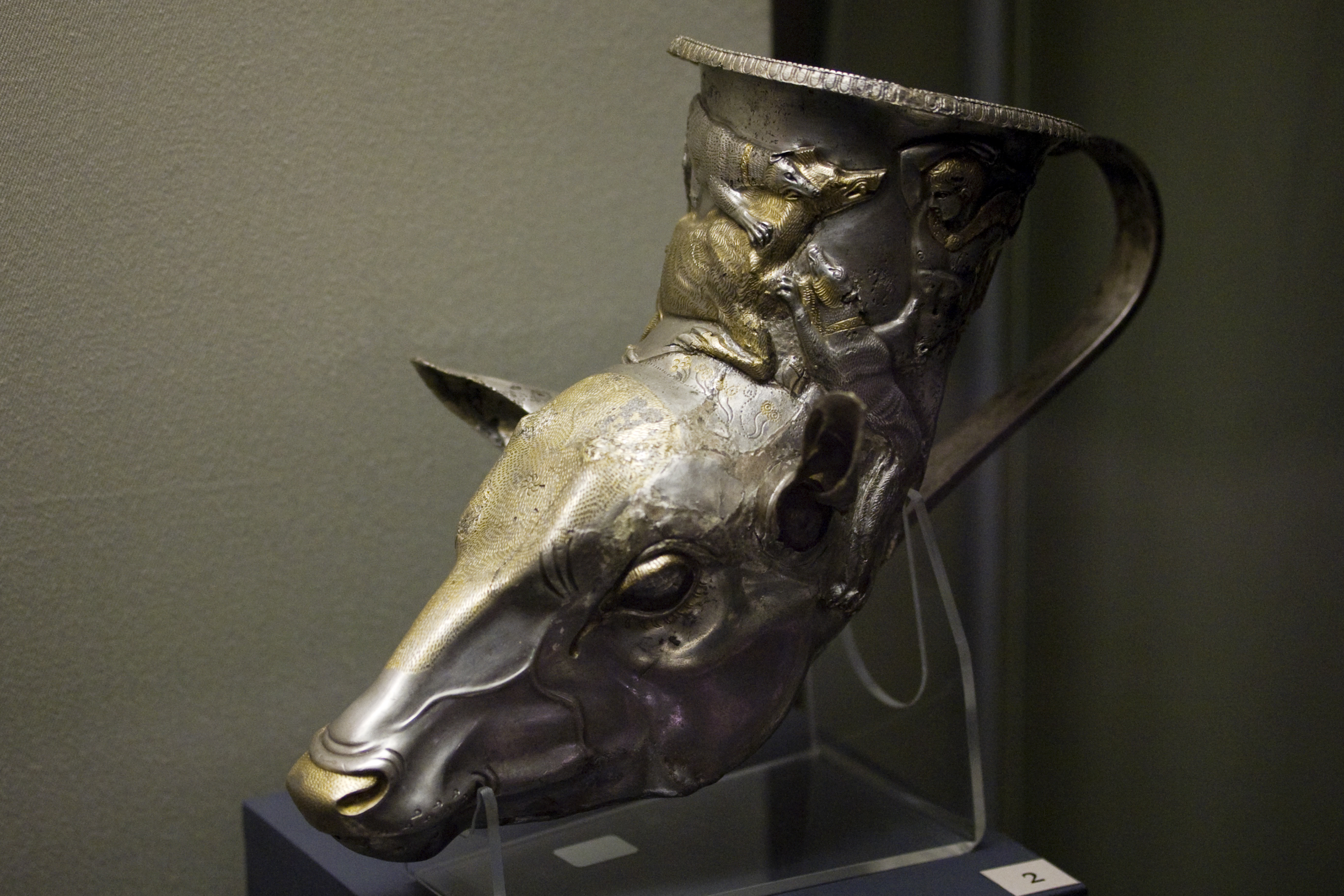
Försilvrad dryckesbägare, rhyton, hittad i en odrysisk gravhög från 300-talet före Kristus. Yambol, södra Bulgarien.

Arkeologer har hittat mänskliga kvarlevor och bosättningar i Bulgarien som daterats till runt 6000 år före Kristus. Dessa människor var jordbrukare snarare än jägare. Genetiska tester visar att de var närbesläktade med människor bosatta i Anatolien (nuvarande Turkiet) vid samma tid. Frön från vilda vindruvor Vitis vinifera sylvestris har hittats på flera av dessa boplatser. Dessa förhistoriska människor samlade och förtärde tydligen vindruvor, men om de gjorde vin har inte gått att bevisa. Odling av vindruvor är dock påvisat från Ezerokulturen som är daterad till 3300 till 2700 f.Kr. Från ca. 2000 f.Kr. till 500 e.Kr var området som idag är Bulgarien, södra Rumänien och norra Grekland befolkat av thraker och ättlingar till thraker, även om många andra folk då redan trängt in i området. Vin hade en viktig roll i olika ritualer, vilket fynd av olika dryckeskärl antyder. Bland annat har det hittats skålar kallade phiales daterade till 700 f.Kr. Lika gammal är den äldsta rituella dryckesbägaren, rhytonen, som är tillverkad med ett dryckeshorn som förebild. Det thrakiska förbundet Odrysiska kungadömet etablerades 460 f.Kr. och de fick behålla sina egna kungar trots invasioner av kelter och andra. Det var först med romarna som de blev helt underställda främmande makt. Philip av Makedonien erövrade området runt 341 f.Kr. och runt 50 år efter vår tideräknings början blev området romerskt. Under romerskt styre och Antoninus Pius (138–161 v.t.) stiftades en lag beträffande vinodling. 
Från 300-talet styrdes området av Östrom/Bysans och vinodlingen frodades. Men redan på 200-talet anlände de första protobulgarerna, en turktalande stam från Centralasien. Dessa kom att blandas med thrakerna och de talrika slaverna och blev snabbt slavifierade. I början av 800-talet kom Bulgarien att bildas som stat under Khan Krum. Khan Krum var kritisk till det ökande problemet med fylleri och förbjöd vinodling, som dock kom att överleva. Det finns förvisso inga bevis för att vinodlingar förstördes, så den delen av historien kan vara en skröna. Khan Krums efterföljare skapade det Första Bulgariska imperiet vilket varade fram till 1018 då det besegrades av Bysans. 
Under 1300-talet blev området osmanskt och de motarbetade vinodlingen. Västerländska resenärer som rapporterade från området vid den tiden talar om sura och tråkiga viner. Det var först på 1800-talet som Bulgarien åter blev självständigt. År 1859 publicerades en bok som bl.a. berättar om vin och i den nämns druvorna Gamza, Misket cherven (Röd misket) och Pamid, men även några druvor som nu har försvunnit. Vid självständigheten från osmanerna 1878 rapporterades om 50 000 hektar vinodling och dessutom i ganska bra kondition, trots osmanernas långa regeringstid. Under de kommande åren kom arealen nästan att fördubblas. Precis i detta skede anlände vinlusen även till Bulgarien och identifierades i Vidin runt 1883. Vid sekelskiftet 1900 var en tredjedel av arealen infekterad. Expertis från Frankrike konsulterades i krissituationen och amerikanska rotstockar importerades. Vininstitutet i Pleven grundades 1902 och där finns till denna dag en samling av lokala sorter. En ampelograf rapporterade 1922 om bl.a. varieteter som Kokorko (grön) från Pleven, Mavrud (blå) från Sadovo och Dimiat (grön) från Varna. Under 1920-talet och 1930-talet påverkades Bulgarien av Frankrike och många bulgarer reste till dit för utbildning. 
Efter andra världskriget, 1944, kom Bulgarien att hamna bakom järnridån, men det var inte en sovjetstat. Vinbranschen skulle klara sig betydligt bättre än vad som var fallet i t.ex. Georgien i början av Sovjetunionens historia. 1970 odlades 150 000 hektar i Bulgarien och Sverige importerade en hel del under 1970-talet. Det var billig men relativt bra Merlot och Cabernet sauvignon. Nedgången för Bulgariens vinindustri tog fart med Gorbatjovs anti-alkoholkampanj på 1980-talet och i takt med det s.k. Östblockets kollaps blev det värre med tiden. 1990 hade 15 % av odlingarna blivit förstörda.

## Produktion

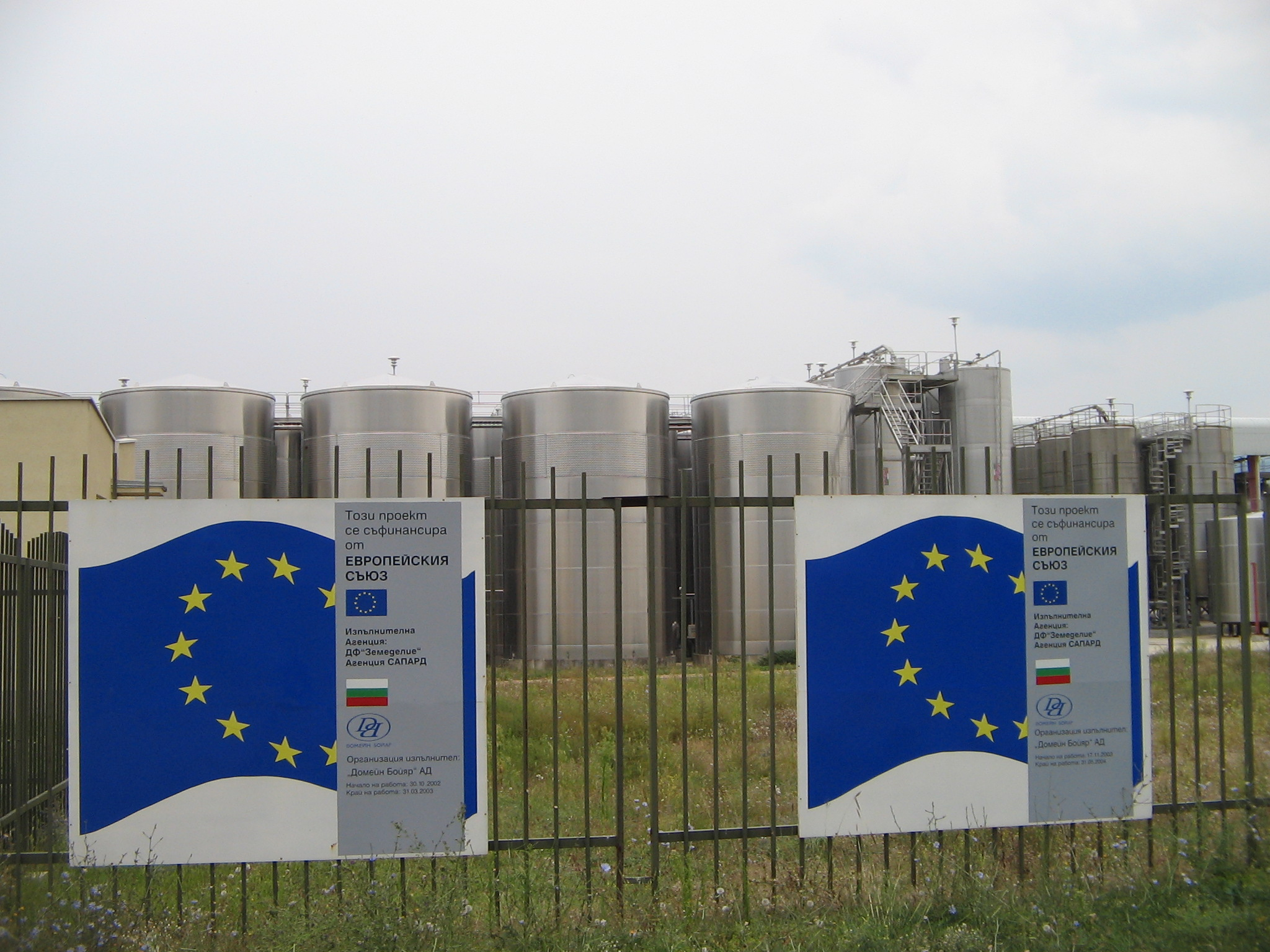
Vinfabrik i Pleven 2005, ett projekt som delfinansierades av EU.

En stor del av vinproduktionen exporteras, där Polen, Storbritannien och Tjeckien är de viktigaste marknaderna. Det tidigare så viktiga Ryssland hade redan innan Ukrainakriget fallit till en fjärdeplats. Exporten till Ryssland utgjorde inte ens en tiondel av den totala exporten till hela EU sammantaget år 2018 År 2020 var Bulgarien det sjunde största vinlandet i EU och hade en planterad areal om 66 000 hektar. Alla vindruvor går dock inte till vinproduktion och t.ex. 2016 var det mycket av odlingarna som inte sköttes, tusentals hektar skördades inte och vinstockarna var övergivna. Dessutom fanns det ca 1000 hektar med nyplantering som inte bar frukt. Uppgifter och siffror är dock motstridiga och Caroline Gilby, MW, skriver att statistik från Bulgarien inte går att lita på. Britt Karlsson skriver att Bulgarien gjorde vin från knappt 30 000 hektar (2021). Även plantskolorna i Bulgarien är opålitliga och det är inte säkert att man får den sort som utlovas.
Bulgarien hade fem olika vindistrikt, enligt ett dekret av 13 juli 1960. Varje distrikt var indelat i tre underområden. I och med inträdet i EU 2007 omorganiserades hela vinbranschen och Bulgarien fick då fyra vinregioner och en subregion, Rosornas dal. Regionerna heter helt enkelt Norra, Östra, Södra och Sydvästra. Vinkännare pratar dock gärna om Strumadalen, Donauslätten, Thrakiska låglandet och Rosornas dal (det senare p.g.a. produktionen av rosenolja).
År 2017 hade Bulgarien 263 producenter och en bransch i snabb utveckling med nya aktörer årligen. Marknaden domineras dock av 10 större företag, bl.a. Vinprom Karnobat, Power brands och Domaine boyar, som är de tre största.

## Druvor

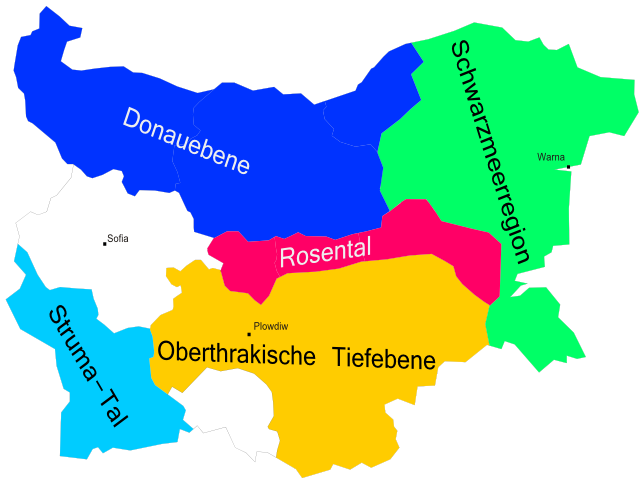
Tysk karta över Bulgariens vinodlingsområden. Här nämns Donauslätten, Strumadalen, Thrakiska låglandet, Rosornas dal och Svarta havsregionen. I området runt huvudstaden Sofia odlas inget vin. Inte heller i bergen, Stara planina, förekommer vinodling.

Blå druvor utgjorde år 2018 62 % av den med vin planterade arealen och de gröna druvorna 32 %. Bordsdruvornas andel var 6 %. Bulgarien hade år 2018 54 områden med skyddad ursprungsmärkning, PDO (Protected designation of origin).
De vanligaste sorterna (2013)
| Sort               | Andel |
| ------------------ | ----- |
| Merlot             | 17%   |
| Cabernet sauvignon | 17%   |
| Pamid              | 10%   |
| Rkatsiteli         | 9%    |
| Misket             | 7%    |
| Muscat ottonel     | 7%    |
| Chardonnay         | 6%    |
| Dimiat             | 5%    |
| Mavrud             | 2%    |
| Syrah              | 2%    |

Den bulgariska blå sorten Pamid var tidigare den mest planterade men fram till ca. 1960 dominerade Dimiat. År 2013 odlades också viss areal med druvorna Shiroka melnishka loza (Melnik), Sauvignon blanc, Gamza, Traminer och Ugni blanc (Trebbiano). Gamza är känd som Kadarka i Ungern och Rumänien. Dimiat är känd som Smederevka i Serbien. 
Några druvor som inte odlas kommersiellt men som sannolikt har sitt ursprung i området är den blå Shevka och de gröna Keratsuda och Vinenka. Shevka bedöms kunna bli viktig i framtiden på grund av klimatförändringarna, eftersom den tål torka så bra. Sorten Misket cherven, vars namn betyder "röd misket", är faktiskt klassad som en vitvinsdruva, men den har en lätt rosa druva, därav namnet. Det råder viss osäkerhet kring sorten Dimiat som är känd som Smederevka i Serbien. Enligt Wein plus är nämligen Dimiat synonym till Pamid och känd som Roșioară i Rumänien och Moldavien.